# Ladaniva
Ladaniva é um duo francês de world music de Lille, nos Altos da França. O grupo foi fundado em 2019 por Jaklin Baghdasaryan, cantora, e Louis Thomas, multi-instrumentista. O seu estilo musical é inspirado na música de todo o mundo, em particular na música tradicional dos Bálcãs, na maloya e no folclore arménio. O nome do grupo é uma referência ao SUV todo-o-terreno Lada Niva. Representaram a Arménia no Festival Eurovisão da Canção de 2024 com a canção Jako que terminou no 8.º lugar na grande final com 183 pontos.

## História
Os Ladaniva foram formados em 2019, em Lille, como resultado da colaboração entre a cantora Jaklin Baghdasaryan e o multi-instrumentista Louis Thomas.  Jaklin, nascida em 1997 em Elgnazor, na Arménia, cresceu em Minsk, na Bielorrússia, antes de emigrar para França com a sua mãe em 2014. Canta desde a sua infância e, atualmente baseada em Tourcoing, inscreveu-se no Conservatório de Lille. Thomas, nascido em 1987 em Lille, é músico de jazz de uma família de artistas, também frequentou o conservatório. Numa noite de 2018, encontraram-se por acaso durante uma jam session num bar de música em Vieux-Lille, um bairro da cidade de Lille.
Em Março e Abril de 2020, enquanto muitos países atingidos pela pandemia de COVID-19 se encontravam em confinamento, os Ladaniva publicaram dois vídeos intitulados «Vay Aman» e «Zepyuri Nman», que obtiveram grande sucesso, sobretudo junto da comunidade arménia. Seguiu-se o vídeo da canção «Kef Chilini», que atingiu 18 milhões de visualizações em poucos meses.  Em 2023, os Ladaniva lançaram o seu primeiro álbum, autointitulado, produzido e distribuído pelo Grupo PIAS.
A 9 de Março de 2024, os Ladaniva foram oficialmente anunciados como os representantes arménios no Festival Eurovisão da Canção de 2024.

## Estilo musical
O repertório dos Ladaniva inspira-se, por um lado, nas canções tradicionais da Arménia, da Rússia e dos Balcãs e, por outro, na música da América Latina, de África e da Ilha da Reunião.

## Prémios e distinções
Os Ladaniva foram galardoados com um prémio Music Moves Europe através do prémio Public Choice em 2022.

## Discografia

### Álbuns
- 2023 – Ladaniva

### Singles
- 2020 – Kef Chilini
- 2020 – l.Oror
- 2021 – Pourquoi t'as fait ça ?
- 2023 – Shakar
- 2023 – Wayo Waya